# ブルーチップ (企業)
ブルーチップ株式会社 (Blue Chip Co., LTD) は、セービングクーポン『ブルーチップ』のシステムを運用・販売している企業である。

## 沿革
- 1956年 アメリカで「ブルーチップ・スタンプ」が創業。
- 1962年10月 東京都港区青山にブルーチップスタンプ株式会社が設立される。
- 1963年3月 日本で最初のトレーディングスタンプ専業会社として営業活動を開始。
- 1964年12月 地域の社会活動を支援する「グループセービングシステム」を導入。
- 1965年4月 スタンプシステムのプロモーションプログラムを国内に初めて導入。
- 1967年3月 東京都大田区上池台に本社ビルを落成。
- 1970年2月 他社に先駆け、幹部社員を対象とした年俸契約制度を導入。
- 1980年12月 ブルーチップスタンプの販売部門を分離独立。新たに販売会社としてブルーチップスタンプを設立。旧ブルーチップスタンプ株式会社の商号を株式会社ブルーチップに変更。
- 1987年12月 磁気カードによるスタンプカードシステムを開発。
- 1995年11月 ブルーチップカードシステムの本格販売。フリークエント・ショッパーズ・プログラム (FSP) の導入、顧客情報管理システム（データベース）の構築
- 1997年1月 全交換商品の宅配システムを導入。
- 1999年
  - 10月 プレミアム券付きのブルーチップギフト券とハーフ券を発行。
  - 10月 インターネットを利用したネットショッピングを開始。
- 2000年
  - 2月 ブルーチップスタンプ株式会社の商号をブルーチップ株式会社に変更。
  - 12月 トレーディングスタンプ機能を備えた電子ポイントによる発行・交換システム（BEAMシステム）のビジネス特許を東急車輛製造株式会社との共同出願で申請。
- 2001年
  - 9月 小売業団体であるオール日本スーパーマーケット協会 (AJS) に加盟。
  - 9月 BEAMシステム第1号、東京都新宿区の神楽坂商店街に導入。
- 2002年2月 電子ポイント発行・交換システム（BEAMシステム）の商標登録完了。
- 2004年3月 本社を、東京都港区品川地区に移転。
- 2005年
  - 5月 グローバル・バリュー社（携帯電話を使ったポイントサービス運営）と業務提携。
  - 12月 プライバシーマークを取得（財団法人日本情報処理開発協会の認証）。
- 2006年
  - 1月 ネット通販事業の開始、サイト名“all-zone（オール・ゾーン）”。
  - 9月 ポイント管理システム、ポイント管理方法について、東急車輛製造との共同による特許取得。
  - 10月 ネットマイル社とポイント相互交換を開始。
  - 11月 新たな事業として、コンティニュティ・プログラム（継続促進プログラム）システムの販売開始。
- 2007年6月 株式会社日立製作所と共同開発した新カードターミナル（ICカード対応）リリース決定。クレジット機能搭載、電子ポイントのSuicaとEdyに対応。
- 2008年
  - 3月20日 日本インターネットポイント協議会に加盟。
  - 12月8日 本社移転。
- 2013年1月 電子マネーシステム開始。
- 2014年7月 移動スーパーとくし丸事業部の発足。
- 2018年8月 コールセンターをカスタマーセンターとして事業化(高知県に設置)。

## 事業所一覧
- 北海道営業部 - 北海道札幌市中央区南2条西5-23-1
- 東北営業部 - 宮城県仙台市若林区土樋254
- 東京営業部 - 東京都品川区東中延2-4-10
- 関東営業部 - 埼玉県さいたま市大宮区桜木町2-5-13
- 北陸営業部 - 石川県金沢市間明町1-222
- 中部営業部 - 愛知県名古屋市東区葵3-7-16
- 関西営業部 - 大阪府箕面市船場西2-1-11
- 中国営業部 - 岡山県岡山市北区蕃山町1-8
- 徳島営業部 - 徳島県徳島市山城町東浜傍示69-4
- 高知営業部 - 高知県高知市知寄町2-1-37
- 九州営業部 - 福岡県福岡市博多区榎田2-9-34

商品交換受付窓口及びお客様相談室は高知営業部に設置。

## 加盟団体
- 東京商工会議所
- オール日本スーパーマーケット協会 (AJS)
- （社）日本セルフサービス協会
- （株）日本セルコ（日本セルコグループ）
- 日本チェーンストア協会
- （財）店舗システム協会
- （株）日本リテイリングセンター
- （社）農協流通研究所
- 日本インターネットポイント協議会

## マスコット・キャラクター
- チップちゃん シマリス（英語でchipmunk）をモデルにしたマスコット